# 北陸地区国立大学連合
北陸地区国立大学連合（ほくりくちくこくりつだいがくれんごう）は、日本の北陸地区の国立大学、福井大学、金沢大学、富山大学、北陸先端科学技術大学院大学の４つの大学が加盟しており、それぞれの独自性を維持しつつも、地域の発展のために、推進や連携を図っていくための大学連合協議会。
東京大学や京都大学といった、一般的に一流大学と呼ばれるに対抗するためのプロジェクトである、「大学大再編（仮称）」の一環として組織を立ち上げた。

## 注脚
1. ↑  https://www.life.u-toyama.ac.jp/img/document/machi/2021b.pdf
2. ↑  “東大に対抗する「第二東京大学」誕生？ 国立大再編の動き | AERA dot. (アエラドット)”. AERA dot. (アエラドット) (2019年1月24日). 2024年5月5日閲覧。